# Mycalesis eusiris
Mycalesis eusiris är en fjärilsart som beskrevs av Carl Heinrich Hopffer 1855. Mycalesis eusiris ingår i släktet Mycalesis och familjen praktfjärilar. Inga underarter finns listade i Catalogue of Life.